# Theano (manželka Anténora)
Theano nebo Thean (starořecky Θεανὼ–Theano / jiný přepis: Thean, latinsky Theano) je v řecké mytologii dcera tráckého krále Kissea a jeho manželky Télekleie.
Theano, trojská kněžka bohyně Atény, byla manželkou Antenor, rádce trojského krále Priama. Manželům se narodilo několik synů a dcera Krinas. Po únosu krásné Heleny, Antenor a Theano prosazovali mír a Trojanům doporučovali, aby ji spartskému králi Menelaovi vrátili. Navzdory svému úsilí však válce nezabránili. Achajci ale při dobývání Tróje tuto skutečnost vzali v úvahu, jejich životy ušetřili a dovolili jim odejít.
Dle římské tradice Antenor a Theano odešli poté do Itálie, kde založili město Patavium (dnešní Padova)